# باتاپور
باتاپور (به انگلیسی: Batapur) یک منطقهٔ مسکونی در پاکستان است که در پنجاب واقع شده‌است.